# Gary Ruvkun

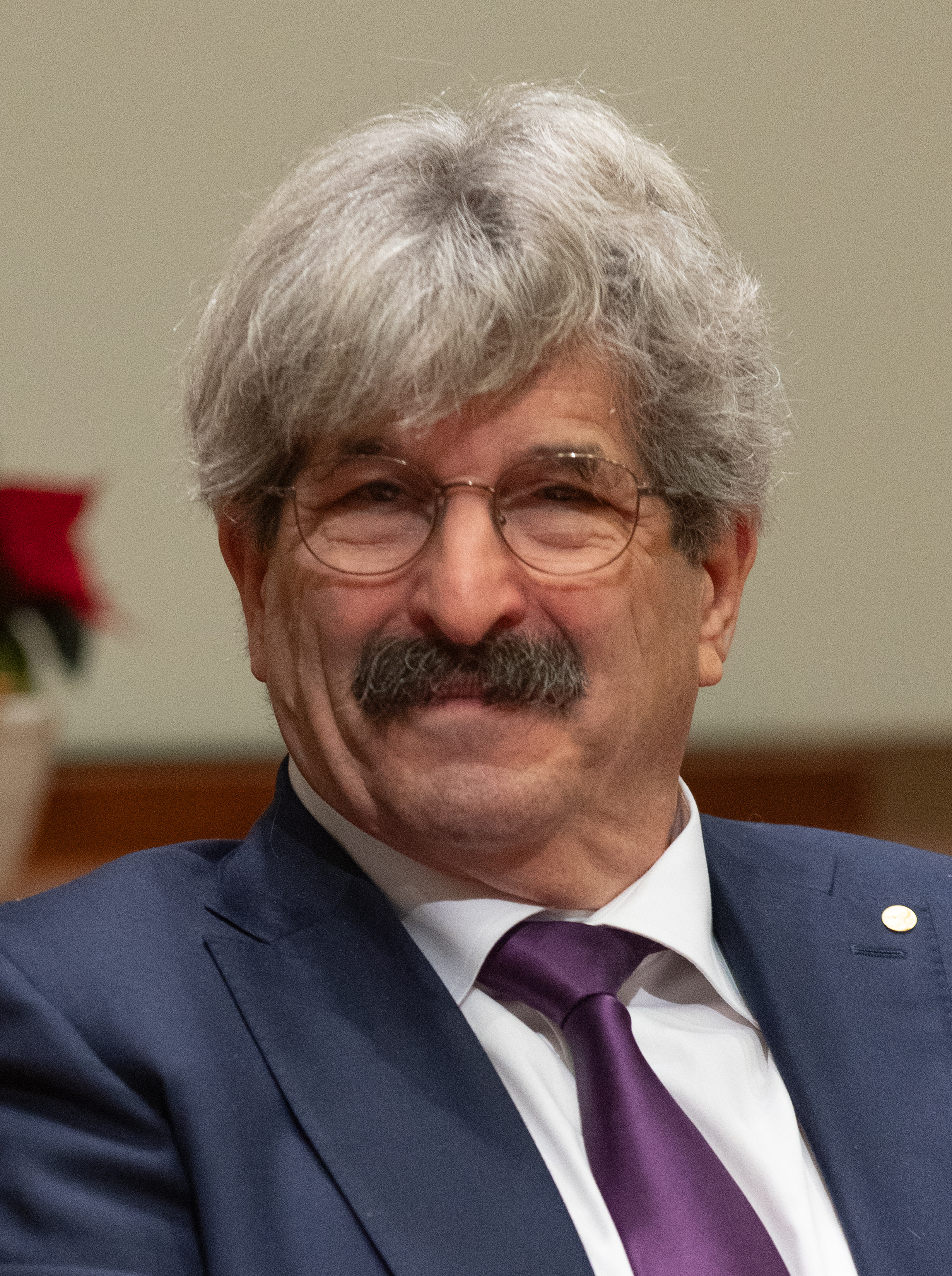
Gary Ruvkun (2024)

Gary Bruce Ruvkun (* 26. März 1952 in Berkeley, Kalifornien) ist ein US-amerikanischer Genetiker und Professor an der Harvard University. Er ist einer der beiden Träger des Medizinnobelpreises 2024.

## Leben
Ruvkun erwarb 1973 einen Bachelor in Biophysik an der University of California, Berkeley, und 1982 bei Frederick M. Ausubel (* 1945) einen Ph.D. in Biophysik an der Harvard University. Stellen als Postdoktorand hatte er bei Howard Robert Horvitz am Massachusetts Institute of Technology (gemeinsam mit Victor Ambros) und bei Walter Gilbert an der Harvard University. Seit 1985 hat er eine Professur für Genetik an der Harvard Medical School, zunächst als Assistant Professor, dann als Associate Professor und zuletzt als ordentlicher Professor.
Ruvkun hat erste wegweisende Erkenntnisse über regulatorische microRNA gewonnen. Diese Moleküle haben bei Tieren (einschließlich des Menschen) und Pflanzen wichtige Funktionen in der Steuerung von Genen. Erstes Beispiel war das let-7, dessen Funktion zunächst bei dem Fadenwurm Caenorhabditis elegans erforscht wurde, das aber auch bei höheren Organismen eine wichtige Funktion in der Entwicklung hat. Hunderte weitere Mikro-Ribonukleinsäuren wurden von Ruvkun und seiner Arbeitsgruppe beschrieben. Weitere Arbeiten befassen sich mit der RNA-Interferenz.

## Auszeichnungen (Auswahl)
- 2005: Rosenstiel Award[5]
- 2008: Benjamin Franklin Medal[4]
- 2008: Gairdner Foundation International Award[6]
- 2008: Albert Lasker Award for Basic Medical Research gemeinsam mit Victor Ambros und David Baulcombe[3]
- 2009: Massry-Preis[7]
- 2009: Louisa-Gross-Horwitz-Preis[8]
- 2011: Dan-David-Preis[9]
- 2012: Dr. Paul Janssen Award for Biomedical Research (gemeinsam mit Victor Ambros)
- 2013: Longevity Prize
- 2014: Wolf-Preis in Medizin
- 2014: Gruber-Preis für Genetik
- 2015: Breakthrough Prize in Life Sciences
- 2016: March of Dimes Prize in Developmental Biology
- 2024: Nobelpreis für Physiologie oder Medizin

## Mitgliedschaften
- 2008: National Academy of Sciences
- 2009: American Academy of Arts and Sciences[10]
- 2019: American Philosophical Society